# Zona Internacional dels Estrets
La Zona internacional dels Estrets fou una zona d'ocupació de l'Imperi Otomà formada pels Estrets del Bòsfor i Dardanels a l'entorn de Constantinoble. La zona fou declarada neutral pel que s'anomena també Zona neutral dels Estrets. La zona estava formada pel Bòsfor, els Dardanels, la costa oriental de la mar de Màrmara i les illes d'Imbros, Lemnos, Samotràcia, Tenedos i una zona de 15 km de profunditat a les costes oriental i occidental sent una zona íntegrament desmilitaritzada. L' Ocupació de Constantinoble (turc: İstanbul'un İşgali) (13 de novembre de 1918 – 4 de octubre de 1923), la capital de l'Imperi Otomà, per britànics, francesos i italians, va tenir lloc d'acord amb l'Armistici de Mudros, que va acabar la participació otomana en la Primera Guerra Mundial. Les primeres tropes franceses entraren a la ciutat el 12 de novembre de 1918, seguits per les tropes britàniques l'endemà. Les tropes italianes van arribar a Galata el 7 de febrer de 1919.
Tropes aliades van ocupar zones en funció de les seccions de Constantinoble (Istanbul) i van establir una administració militar aliada a principis de desembre de 1918.
L'ocupació va tenir dues fases: la fase inicial d'acord amb l'Armistici, va donar pas el 1920 a un acord més formal sota el tractat de Sèvres. En definitiva, el tractat de Lausana, signat 24 de juliol de 1923, va portar a la fi de l'ocupació. Les darreres tropes aliades van sortit de la ciutat, dos mesos més tard, i les tropes del Moviment Nacional Turc van entrar el 6 d'octubre de 1923.
1918 va ser la primera vegada que la ciutat havia canviat de mans des de la caiguda de Constantinoble el 1453. Juntament amb l'ocupació d'Esmirna va mobilitzar a l'establiment del Moviment Nacional Turc i la Guerra de la Independència turca.

## Fons

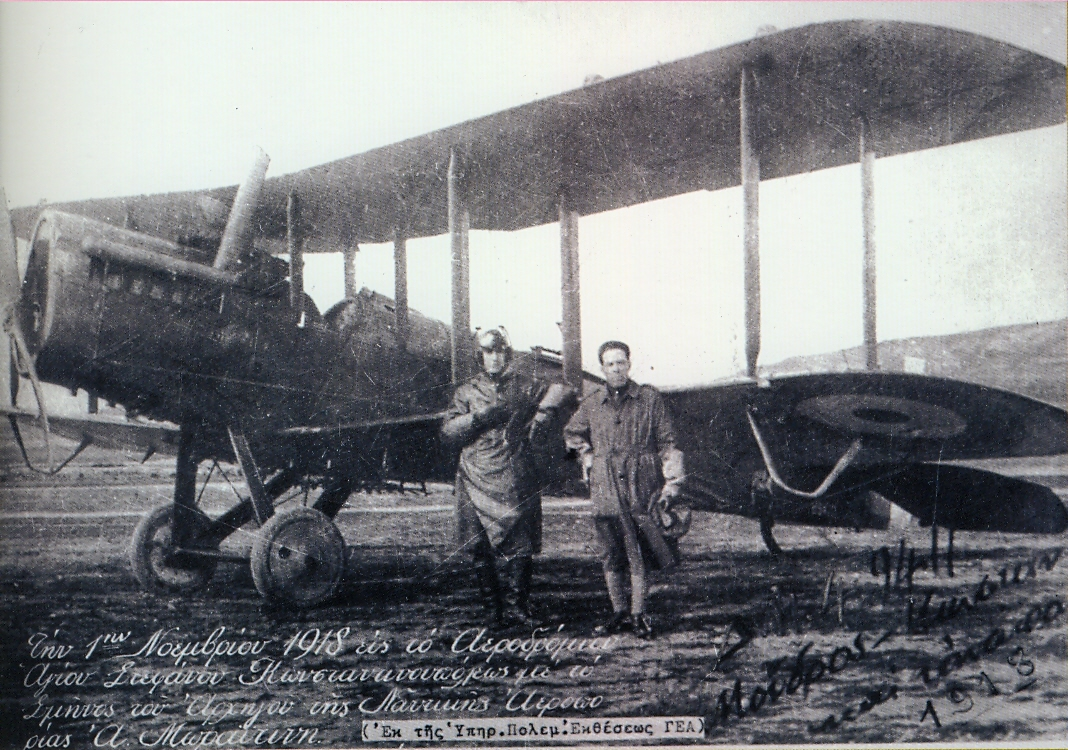
Aviadors grecs a l'aerodrom de San Stefano, després del armistici de Mudros.

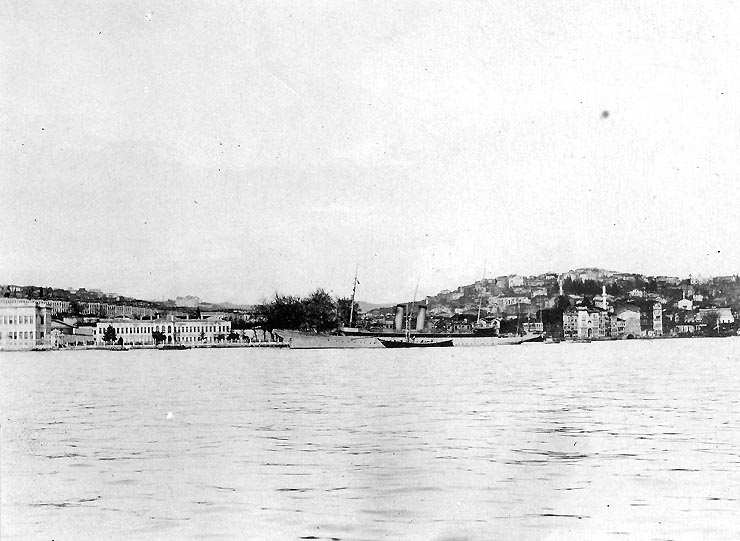
USS Noma (SP-131) davant del Palau Dolmabahçe (1920)

Els Otomans estimaven que la població de Constantinoble el 1920 era entre més de 800.000 i 1.200.000 habitants, després d'haver recollit estadístiques de població de les diverses entitats religioses. La incertesa en la figura reflecteix la població de refugiats de guerra no comptada i desacords en els límits de la ciutat. La meitat o més eren musulmans, la resta era en gran part ortodoxa grega, armènia ortodoxa i jueva; hi havia un substancial grup de l'Europa Occidenta abans de la guerra.

### La legalitat de l'ocupació
L'Armistici de Mudros, que definia el final de la primera Guerra Mundial per a l'Imperi Otomà, esmenta l'ocupació dels forts del Bòsfor i els forts dels Dardanels. El 30 d'octubre de 1918, Somerset Gough-Calthorpe, el signant britànic, va afirmar la posició de la Triple Entesa assegurant que no tenien cap intenció de desmantellar el govern o posar-lo sota ocupació militar per mitjà d'una "ocupació de Constantinoble". Aquesta promesa verbal i la falta de menció de l'ocupació de Constantinoble en l'armistici no van canviar les realitats de l'Imperi Otomà. L'almirall Somerset Gough-Calthorpe posava als britànics en una posició de "no hi ha cap mena de favor en absolut a qualsevol turc i no poden esperar res per a ells" El signant otomà va tornar a la capital amb una carta personal de Calthorpe, dirigida a Rauf Orbay, en el que va prometre en nom del govern britànic que només les tropes britàniques i franceses s'utilitzarien en l'ocupació de les fortificacions de l'Estret. Un petit nombre de les tropes otomanes podria restar en les zones ocupades, com un símbol de la sobirania.

### La posició del Sultà
Segons Sir Horace Rumbold, 9è Baronet, ambaixador britànic a Constantinoble (1920–1924), el soldà Mehmet VI mai no havia entès ni acceptat el kemalisme, la perspectiva nacional del moviment nacional turc. Mai no es va adonar de la importància dels esdeveniments polítics i militars següents a l'Armistici de Mudros, i no entenia que la divisió de l'Imperi Otomà era un reflex de la seva captivitat. Per a ell, era ell i el seu estret cercle els que formaven i representaven els turcs. Hi havia un grup de turcs que eren fidels i treballaven per salvar l'Imperi a qualsevol preu. De fet, basat en les pròpies activitats, alguns dels revolucionaris turc van quedar fora de la definició del sultà del que era un turc. També segons Rumbold, el sultà va afirmar que Mustafa Kemal era un revolucionari macedoni d'un origen sense verificar, Bekir Sami Kunduh era un osset i que altres revolucionaris eren turcs de parla però ètnics albanesos, circassians, etc. A més a més, Rumbold va mantenir que el sultà va pensar que la resistència contra els aliats amb suport trobat en el bolxevics portaria Turquia al mateix destí que la República Democràtica d'Azerbaidjan, que s'havia convertit en l'RSS d'Azerbaidjan. La ideologia darrere de la percepció dels esdeveniments pel sultà van agafar un camí diferent.
En els anys següents, Enver Pasha va anar a Moscou, i després a l'Àsia central, on la seva intenció última era recuperar el poder (contra els Aliats) utilitzant als bolxevics a través de l'organització de la Unió de les Societats Revolucionaries Islàmiques i afiliades del Partit dels Consells del Poble. El moviment nacional turc no va donar opció als bolxevics i al seu lloc va fer la pau amb els Aliats. Enver Pasha va morir lluitant contra l'Exèrcit Roig. Les formes d'Atatürk van abolir el Califat i el Moviment Khilafat no va salvar al califa Otomà.

## L'administració militar

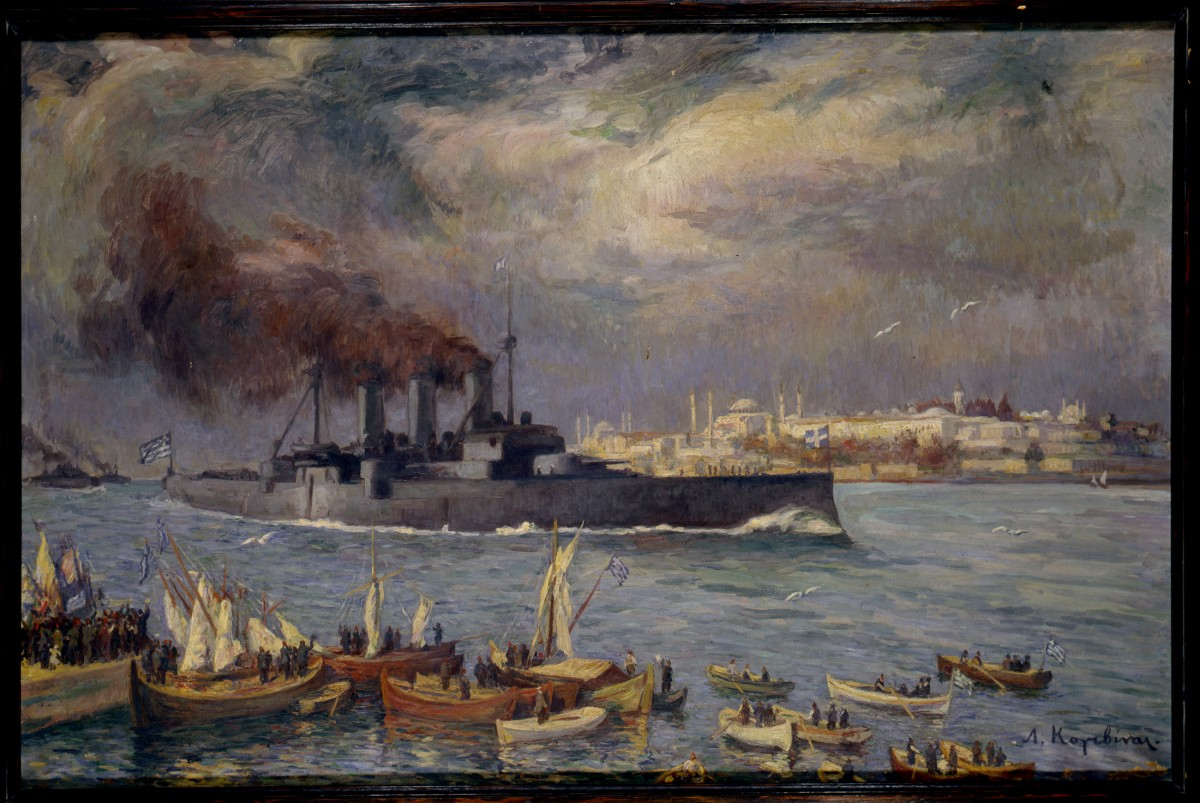
El creuer Averof de la Marina grega del Bòsfor, 1919

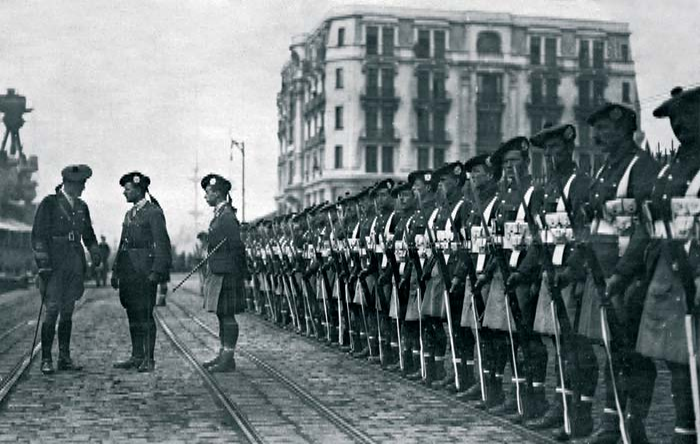
Forces britàniques d'ocupació al port de Karaköy, davant de les costes. L'edifici d'estil art nouveau al fons és el de la seu de les Línies Marítimes Turques (Türkiye Denizcilik Işletmeleri).

Els Aliats no van esperar a un tractat de pau per a reclamar el territori Otomà. Només 13 dies després de l'Armistici de Mudros, una brigada francesa entrava a Constantinoble el 12 de novembre de 1918. Les primeres tropes britàniques entraven a la ciutat el 13 de novembre de 1918. A principis de desembre de 1918, les tropes Aliades van ocupar seccions de Constantinoble i van configurar una administració militar aliada
El 7 de febrer de 1919 un batalló italià amb 19 oficials i 740 soldats desembarcava a Galata; un dia després se'ls van unir 283 carabiners, manats pel coronel Balduino Caprini. Els carabiners van fer tasques de policia.
El 8 de febrer de 1919 el general francès Franchet d' Espèrey entrava a la ciutat en un cavall dirigit per dos soldats. Suposadament intentava emular l'entrada de Mehmet II el 1453 després de la caiguda de Constantinople, i significativament la sobirania otomana s'acabava.
El 10 de febrer de 1919, la comissió es va dividir per afers de la policia de la ciutat en 3 zones: Istanbul (la ciutat vella), va ser assignat als francesos, Pera-Galata als britànics i Kadiköy i Scutari als italians.

### Somerset Calthorpe, desembre 1918 – agost de 1919
Després de l'armistici, l'Alt Comissionat Almirall Somerset Gough-Calthorpe va ser assignat com a assessor militar a Constantinoble. La seva primera tasca va ser detenir entre 160 i 200 persones del govern de Tevfik Pasha el gener de 1919. Entre aquest grup en va enviar una trentena a Malta.

#### L'establiment de l'autoritat
Els britànics van detenir a un nombre de membres de l'antic govern i els van internar a Malta, a l'espera del seu judici per presumptes delictes durant la primera Guerra Mundial. Calthorpe va incloure només membres turcs del Govern de Tevfik Pasha i personalitats militars/polítiques. Volia enviar un missatge que una ocupació militar estava en vigor i l'incompliment acabaria amb un dur càstig. La seva posició no era compartida amb altres socis. El govern francès va respondre les acusacions de que feia "distinció en desavantatge dels musulmans-turcs, sobre els delinqüents búlgars, austríacs i alemanys que no eren ni detinguts ni molestats". No obstant això, el govern i el sultà van entendre el missatge. El febrer de 1919, els aliats van ser informats que l'Imperi Otomà i tot el seu aparell estava en mans de les forces d'ocupació. Qualsevol font de conflicte (incloent la qüestió armènia) hauria de ser investigada per una comissió a la que els governs neutrals podien adjuntar dos superintendents jurídics. La correspondència de Calthorpe al Foreing Office deia: "Les accions realitzades per a les detencions van ser molt satisfactòries, i crec que van intimidar al Comitè de la Unió i Progrés de Constantinoble".

#### Resolució de conflictes

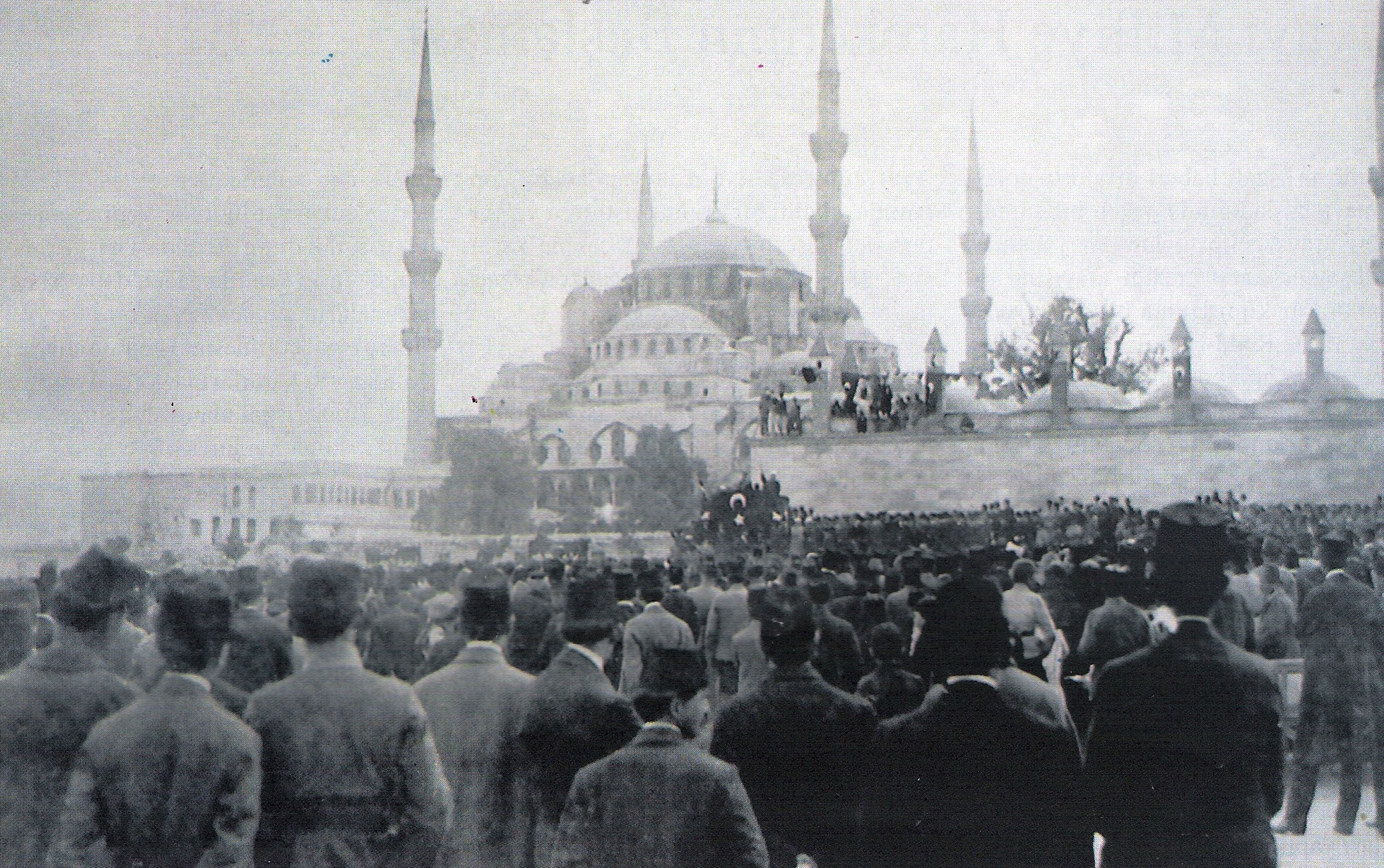
Constantinoble, 23 de maig de 1919: Protestes contra l'ocupació

El missatge de Calthorpe va ser observat totalment pel sultà. Hi havia una tradició oriental de presentar regals a l'autoritat durant els conflictes greus; de vegades "la caiguda de caps". No hi havia cap meta més alta que la preservació de la integritat de la institució otomana. Si la ira de Calthorpe podia calmar-se endossant la culpa a uns pocs membres del Comitè d'Unió i Progrés, l'Imperi Otomà podria rebre un tracte més indulgent en la conferència de pau de París.
Els judicis van començar a Istanbul el 28 d'abril de 1919. L'acusació va presentar "quaranta-dos documents autenticats per sostenir els càrrecs, molts portant dates, identificació dels remitents, i telegrames xifrats i les cartes i els noms dels destinataris".
El 22 de juliol, el consell de guerra va trobar a diversos acusats culpables de subvertir el constitucionalisme per la força i els va trobar responsables de matances.
Durant tota la seva existència des de 28 d'abril de 1919 fins a 29 de març de 1920, els judicis realitzats pels otomans foren cada vegada menys meticulosos i amb una ineficiència en augment, ja que els presumptes culpables eren vistos com un sacrifici necessari per salvar l'Imperi. No obstant això, com autoritat d'ocupació, la legitimitat històrica dels aliats estava en joc. 
Calthorpe va escriure a Londres; "...demostrant ser una farsa i perjudicial per al nostre propi prestigi i la del govern turc."
Els aliats van considerar els judicis otomans com una paròdia de la justícia, de manera que la justícia otomana va haver de ser substituïda per la justícia occidental movent els judicis a Malta com judicis "internacionals". Els judicis "internacionals" es van negar a valer-se de les proves desenvolupades pels tribunals otomans. Quan es van realitzar els judicis internacionals, Calthorpe va ser reemplaçat per John de Robeck. Aquest va dir pel que fa als judicis: "Que les seves conclusions no poden ser considerades en absolut." Tots els exiliats a Malta van ser posats en llibertat." 

#### Un nou moviment

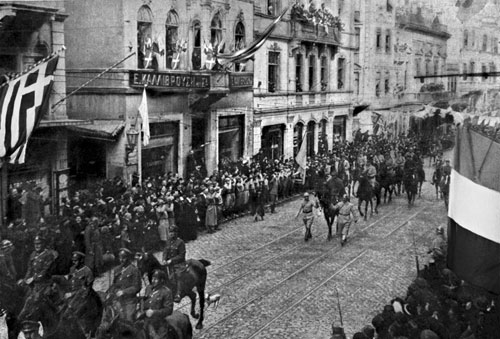
Tropes d'ocupació aliada marxant al llarg del Gran Carrer de Péra.

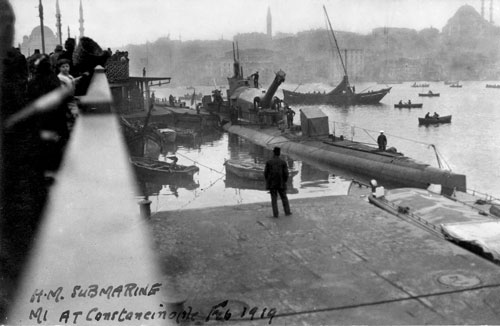
HMS M1 a Constantinoble.

Calthorpe es va alarmar quan va saber que el guanyador de Gallipoli havia esdevingut l'inspector general per a la península d'Anatòlia i el comportament de Mustafa Kemal durant aquest període no va fer res per millorar la situació. Calthorpe va instar a cridar a Kemal. Gràcies a amics i simpatitzants de Mustafa Kemal als cercles de govern, un 'compromís' va ser desenvolupat pel qual el poder de l'inspector general, va ser limitat de manera substancial, almenys sobre el paper. "Inspector General" es va convertir en un títol que no tenia cap poder de comandament. El 23 de juny de 1919, Somerset Arthur Gough-Calthorpe va començar a entendre Kemal i el seu paper en l'establiment del moviment nacional turc. Va enviar un informe sobre Mustafa Kemal al Foreign Office. Els seus comentaris foren menyspreats per George Kidson del departament Oriental. El capità Hurst (de l'exèrcit britànic) a Samsun, va advertir a Calthorpe, una vegada més, sobre el moviment nacional turc, però les seves unitats van ser substituïdes per una brigada de gurques.
Arthur Gough-Calthorpe va ser assignat a una altra destí el 5 d'agost de 1919 i va abandonar Constantinoble.

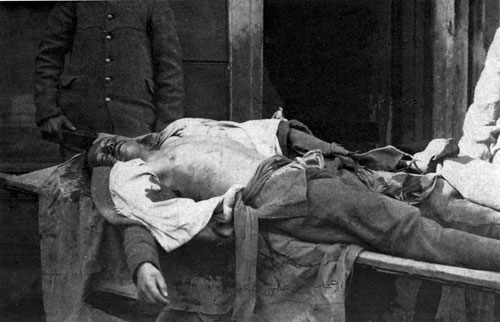
La mort d'un soldat turc durant un raid britànic contra la casa de vigilància de Mızıka a Şehzadebaşı el 16 de març de 1920.

### John de Robeck, agost 1919-1922
L'agost de 1919 John de Robeck va substituir a Somerset Arthur Gough-Calthorpe amb el títol de "Comandant en Cap per la Mediterrània i Alt Comissionat per a Constantinoble". Va ser el responsable de les activitats respecte a Rússia i Turquia (Imperi Otomà-moviment nacional turc).
John de Robeck estava molt preocupat pel desafiant estat d'ànim del parlament otomà. Quan va arribar el 1920, estava preocupat pels informes que substancial dipòsits d'armes havien arribar als revolucionaris turcs, alguns de fonts franceses i italianes. En una de les seves cartes a Londres, va preguntar: "Contra qui aquestes armes podrien ser utilitzades?"
A Londres va tenir lloc la Conferència de Londres (febrer 1920); apareixeren els debats sobre l'arranjament del tractat en els termes que s'oferiren a San Remo. John de Robeck va recordar que la península d'Anatòlia estava mutant a una etapa de resistència. Hi havia arguments de "Pacte Nacional" (Misak-ı Milli) circulant, i si hagués solidificat, es necessitaria més temps i més recursos per a manejar el cas (la divisió de l'Imperi Otomà). Va intentar convèncer els líders de prendre ràpidament el control del sultà i pressionar als rebels (des de les dues direccions). Aquesta sol·licitud plantejava incòmodes problemes al més alt nivell: les promeses de sobirania nacional estaven sobre la taula i Estats Units ràpidament es va retirar i retornar a l'aïllament.

## Tractat de Sèvres

### El parlament otomà de 1920
El nou parlament otomà de Constantinoble no va reconèixer l'ocupació; elaboraren un Pacte Nacional (Misak-ı Milli) i va adaptar sis principis; va cridar a l'auto-determinació, la seguretat de Constantinoble, l'obertura dels Estrets i l'abolició de les capitulacions. Mentre que a Constantinoble, l'autodeterminació i la protecció de l'Imperi Otomà era reclamat, el Moviment Khilafat a l'Índia va tractar d'influir en el govern britànic per protegir el califat de l'Imperi Otomà i, tot i que va ser sobretot un moviment religiós musulmà, la lluita Khilafat es va anar convertint en una part del més ampli moviment d'independència de l'Índia. Aquests dos moviments (Misak-ı Milli i Moviment Khilafat) en el nivell ideològic compartien una gran quantitat de nocions, que durant la Conferència de Londres (febrer 1920) els aliats es van concentrar en aquests temes.
L'Imperi Otomà va perdre la guerra però el Misak-ı Milli i el Moviment Khilafat local encara combatien als aliats.

### Solidificació de la partició, febrer de 1920
Els plans per a la divisió de l'Imperi Otomà calia consolidar-los. En la Conferència de Londres el 4 de març de 1920, la Triple Entesa va decidir posar en pràctica els seus anteriors acords (secrets) i va preparar el que serà el Tractat de Sèvres. En fer-ho, totes les formes de resistència provinents de l'Imperi Otomà (revoltes, sultà, etc.) havien de ser desmantellades. Les forces militars aliades a Constantinoble, van rebre ordres de prendre les accions necessàries; també en la vessant política van augmentar els esforços per posar el Tractat de Sèvres per escrit.
En la vessant política, les negociacions pel Tractat de Sèvres preveia una zona grega (administració cristiana), una franco-armènia (administració cristiana), una de italiana (administració cristiana) i una americana (Wilsonian)-armènia (administració cristiana) sobre el que va ser l'Imperi Otomà (administració musulmana). Ciutadans musulmans de l'Imperi Otomà van percebre aquest pla com la pèrdua de la seva sobirania. La intel·ligència britànica va qualificar al moviment nacional turc com un moviment de ciutadans musulmans de la península d'Anatòlia. La revolta musulmana arreu de la península d'Anatòlia va portar dos arguments del govern Britànic sobre els nous establiments: l'administració musulmana (Imperi Otomà) no era segura per als cristians; el Tractat de Sèvres va ser l'única manera que els cristians podrien estar segurs. Fer complir el Tractat de Sèvres no podria ser sense reprimir al moviment nacional turc de Mustafa Kemal (revolucionaris turcs).
En la vessant militar, els britànics van afirmar que si els Aliats no podien controlar la península d'Anatòlia en aquell moment, es podria com a mínim controlar Constantinoble. El pla va ser pas per pas, començant des de Istanbul desmuntant cada organització i a poc a poc moure's profundament per la península d'Anatòlia. Això va significar el que s'anomena com la Guerra de la Independència Turca. El Foreign Office va demanar per un pla per facilitar aquest camí i va desenvolupar el mateix pla que es va utilitzar durant la revolta Àrab. Aquesta política de trencar l'autoritat separant al sultà del seu govern, i empenyent unes nacionalitats contra les altres, com ara els cristians contra els musulmans, va ser la millor solució si els britànics voliem emprar la mínima força.

## Ocupació militar de Constantinoble

### Dissolució del parlament, el mes de març de 1920
La Casa del Telegrama va ser ocupada el 14 de març. La nit del 15 de març les tropes britàniques van començar a ocupar edificis claus i detenir als nacionalistes turcs. Va ser una operació complicada. La X Divisió i l'Escola de Música Militar van resistir l'arrest; almenys 10 estudiants foren morts per armes de foc de tropes britàniques de l'Índia. El total de morts és desconegut. El 18 de març el parlament otomà es va reunir i va enviar una protesta als aliats; "era inacceptable la detenció de cinc dels seus membres" va declarar el parlament. Això va marcar la fi del sistema polític otomà. El moviment britànic va deixar al sultà com a únic controlador de l'Imperi; sense parlament el soldà estava sol amb els britànics. A partir del 18 de març, el sultà es va convertit en titella del Foreign Office, dient, "no Hi hauria ningú que surti a aqueixar-se pel que arribarà aviat"; el sultà va revelar la seva pròpia versió de la declaració de dissolució de l'11 d'abril, després que uns 150 polítics foren exiliats a Malta.
La dissolució del parlament va anar seguit del raid i el tancament de la revista Yeni Gün (Nou Dia). Yeni Gün era propietat de Yunus Nadi Abalıoğlu, un influent periodista, i va ser el principal mitjà de comunicació publicant notícies pel món exterior.

### Declaració oficial, 16 de març de 1920
El 16 de març de 1920, el tercer dia de les hostilitats els aliats declaraven l'ocupació. En un esforç per prevenir la propagació del nacionalisme turc, el general Sir George Milne i una força aliada van ocupar Istanbul.
Els aliats van assegurar que no tenien intenció de fer-se càrrec del govern; van tractar de mantenir els Estrets oberts i protegir els armenis.
Els aliats va persuadir al govern otomà per denunciar els nacionalistes turcs i portat a molts a l'exili.
El Sultan havia establert un govern dirigit per Damad Ferid.

## Forçant el tractat de pau

### Principis de la pressió sobre la insurrecció, abril – juny de 1920
Els britànics van argumentar que la insurrecció dels revolucionaris turcs havia de ser reprimida per les forces locals a la península d'Anatòlia, amb l'ajuda dels instructors britànics i armes britàniques. En resposta a una petició formal britànica al govern de Constantinoble aquest va nomenar un inspector general d'Anatòlia, que fou Süleyman Şefik Pasha i un nou exèrcit de Seguretat, el Kuva-i Inzibatiye, per reforçar el control del govern central amb suport britànic. Els britànics també van donar suport a grups de guerrilla local al cor d'Anatòlia (foren oficialment anomenats "exèrcits independents") amb diners i armes. Molts d'aquests grups van ser dirigits per refugiats circassians procedents de l'agitació i la Guerra Civil russa, especialment Ahmet Anzavur, que va dirigir la Kuva-i Inzibatiye i va assolar el país.
En definitiva, aquestes forces no van tenir èxit en combatre el moviment nacionalista. Un enfrontament fora d'Izmit va esclatar aviat quan les forces britàniques van obrir foc sobre els nacionalistes, i els van bombardejar des de l'aire. Tot i que l'atac va obligar els nacionalistes a la retirada, la feblesa de la posició britànica s'havia fet evident. El comandant britànic, el General George Milne, va demanar reforços d'almenys vint-i-set divisions. No obstant això, el govern britànic no estava disposat a enviar aquestes forces, ja que un desplegament d'aquesta magnitud podria haver tingut conseqüències polítiques que anirien més enllà del la capacitat de manejar la situació del govern britànic.
Els britànics es van afanyar a acceptar el fet que el moviment nacionalista, que s'havia endurit durant la primera Guerra Mundial, no es podria afrontar sense un desplegament coherent i forces ben entrenades. El 25 de juny el Kuva-i Inzibatiye fou desmantellat sota consell dels britànics, ja que s'estava convertint en una responsabilitat.

### Presentació del tractat al Sultà, juny de 1920
Els termes del tractat van ser presentats al sultà a mitjan juny. El tractat va ser més dur del que ningú s'esperava. No obstant això, a causa de la pressió militar contra la insurrecció d'abril a juny de 1920, els Aliats no esperaven que hi hauria problemes seriosos de l'oposició.
Mentrestant, però, Mustafa Kemal havia establert un govern rival a Ankara, amb la Gran Assemblea Nacional. El 18 d'octubre, el govern de Damat Ferid Pasha va ser substituït per un gabinet provisional sota Ahmed Tevfik Pasha com a Gran Visir, qui va anunciar la intenció de convocar el Senat, amb la finalitat de ratificació del Tractat, sempre que la unitat nacional fos garantida. Això requeria la recerca de la cooperació amb Mustafa Kemal. Aquest últim va expressar el menyspreu amb el Tractat i va començar l'assalt militar. Com a resultat, el Govern turc va emetre una nota a l'Entesa que la ratificació del Tractat era impossible en aquell moment.

## Fi de l'ocupació
L'èxit del Moviment Nacional Turc contra els francesos i els grecs va ser seguit per les seves forces amenaçant a les forces aliades a Chanak. Els Britànics van decidir resistir qualsevol intent de penetrar en la zona neutral dels Estrets, però els francesos van retirar les seves forces. Kemal va ser persuadit pels francesos de retirar les seves forces per tal d'evitar qualsevol incident en Chanak. No obstant això, la Crisi de Chanak va resultar en més hostilitats, finalment arranjades l ' 11 d'octubre de 1922, quan l'Armistici de Mudanya es va signar, q
posant fi a la Guerra de la Independència Turca. El maneig d'aquesta crisi va causar el col·lapse del gabinet de David Lloyd George el 19 d'octubre de 1922.

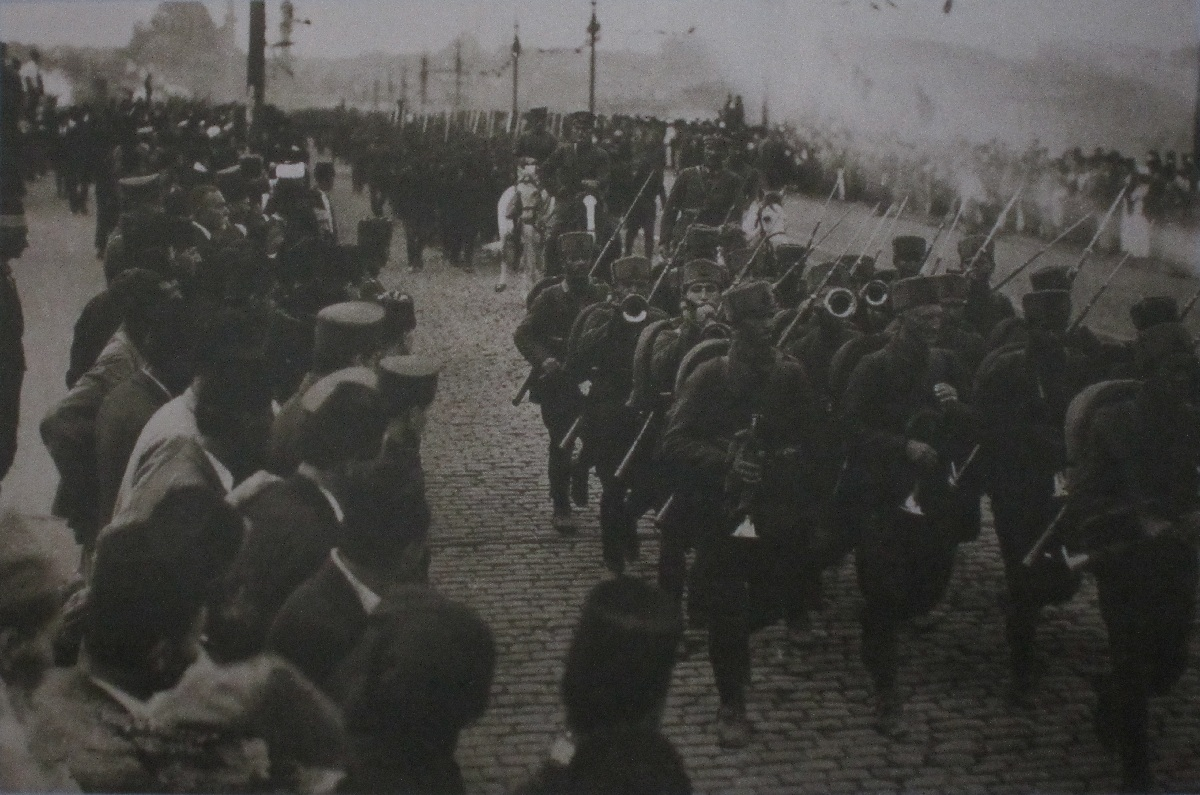
Les tropes turques entren a Constantinoble (Istanbul) el 6 d'octubre de 1923.

L ' 1 de novembre de 1922, la Gran Assemblea Nacional va declarar al govern d'Ankara com a únic govern turc i va abolir el sultanat. El 17 de novembre de 1922, Mehmet VI Vahideddin l'últim soldà otomà va sortir de Constantinoble a bord del vaixell Britànic HMS Malaya.
Les negociacions per a un nou tractat de pau amb Turquia van començar a la Conferència de Lausana el 20 de novembre de 1922 i es van tornar a obrir després d'una pausa, el 23 d'abril de 1923. Això va conduir a la signatura del Tractat de Lausana el 24 de juliol de 1923. Sota els termes del tractat, les forces Aliades van començar a evacuar Constantinoble, el 23 d'agost de 1923 i va completar la tasca el 4 de octubre de 1923.
La primera de les tropes turques van entrar a Constantinoble el 6 d'octubre de 1923 i el 29 d'octubre, va ser proclamada la República de Turquia que fou proclamat, amb Ankara com la seva capital.

## Llista d'Alts Comissionats Aliats
França:
- Novembre de 1918 – gener, 1919: Lluís Franchet d'Esperey
- 30 de gener de 1919 – desembre de 1920: Albert Defrance
- 1921– 22 d'octubre de 1923: Maurice César Josep Pellé

Itàlia:
- Novembre de 1918 – gener, 1919: Comte Carlo Sforza
- Setembre de 1920 – 22 d'octubre de 1923: Marquès Eugenio Camillo Garroni

Regne Unit: 
- Novembre de 1918 – 1919: Almirall Somerset Arthur Gough-Calthorpe, també Comandant en Cap de la Flota Mediterrània
- Agost de 1919 – 1920: l'Almirall John de Robeck, també Comandant en Cap de la Flota Mediterrània
- 1920 – 22 d'octubre de 1923: Sir Horace Rumbold (aleshores ambaixador britànic)